# Darjeelingspett
Darjeelingspett (Dendrocopos darjellensis) är en asiatisk fågel inom familjen hackspettar inom ordningen hackspettartade fåglar.

## Utseende och läte
Darjeelingspetten är en medelstor svartvit hackspett med en kroppslängd på 25 cm. Den är i stort lik nära släktingen större hackspett och har likt denna vita skulderfläckar samt röd undergump och hos hanen även rött i nacken. Darjeelingspetten har dock mindre vitt på skuldrorna och saknar den större hackspettens svarta förbindelsestreck från nacken till skuldrorna. Istället är halssidan gulaktig. Vidare har den svartstreckad undersida på gulbeige botten. Lätena är korta "tsik", när den upprörs i serier, men även ett drilliknande skallrande läte.

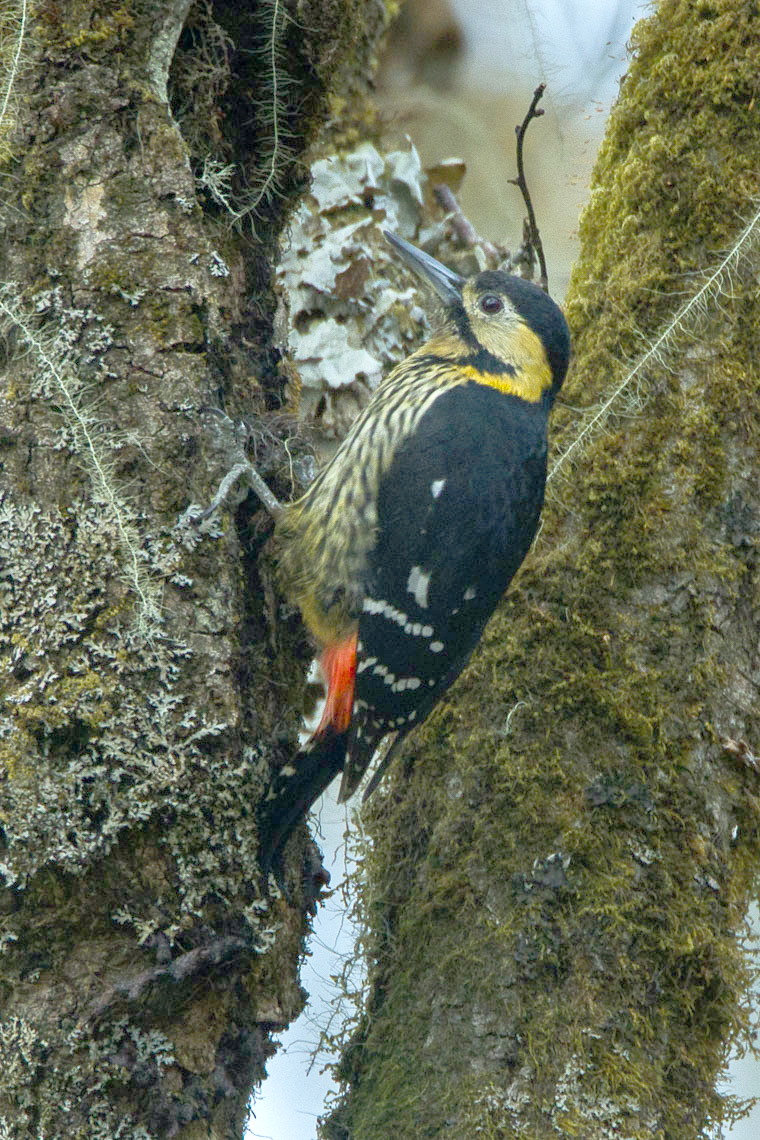
Darjeelingspett i Bhutan.

## Utbredning och systematik
Fågeln lever i Nepal, sydöstra Tibet, nordöstra Indien, norra Myanmar, sydvästra Kina och nordvästra Tonkin. Den delas in i två underarter med följande utbredning:
- Dendrocopos darjellensis darjellensis – Nepal och nordöstra Indien till södra Kina och nordvästra Vietnam
- Dendrocopos darjellensis desmursi – centrala Kina

## Levnadssätt
Darjeelingspetten återfinns i bergsbelägen molnskog med mosstäckta träd, men även mer öppet skogslandskap, mellan 1500 och 4000 meters höjd. Den lever som andra hackspettar av insektslarver som den hittar i trä, men även andra insekter. Fågeln häckar i västra delen av utbredningsområdet i april och maj, ibland i juni. Dess rörelser är inte väl kända. I Tibet och Kina verkar den röra sig till lägre områden vintertid, men en del av populationen kan möjligen stanna kvar på högre höjder.

## Status och hot
Arten har ett stort utbredningsområde, men tros minska i antal, dock inte tillräckligt kraftigt för att den ska betraktas som hotad. Internationella naturvårdsunionen IUCN listar arten som livskraftig (LC). Världspopulationen har inte uppskattats men den beskrivs som lokalt ganska vanlig till ovanlig.

## Namn
Darjeeling är en stad i nordöstra Indien.